# 正力亨
正力 亨（しょうりき とおる、1918年（大正7年）10月24日 - 2011年（平成23年）8月15日）は、日本の実業家。読売新聞グループ本社社主、読売ジャイアンツオーナーなどを務めた。実父の正力松太郎の別称である大正力（だいしょうりき）に対比して、小正力と呼ばれる。

## 人物・来歴
正力松太郎の長男として、東京府で生まれる。
慶應義塾幼稚舎、慶應義塾普通部を経て、1942年に慶應義塾大学経済学部卒業。普通部では野球部で投手兼4番を務め、大学では、1年間選手を経験した後、マネージャーに転向している。
1944年10月、海軍主計大尉だった亨が乗り込んだ旗艦「南海」は、インドネシア・ボルネオ島沖のマカッサル海峡で敵潜水艦の魚雷により撃沈され、亨は重油の海を10時間漂う体験をもつことになった。敗戦はサイゴンで迎え、1946年5月に復員した。
1956年7月、読売新聞事業本部に嘱託として入社。1963年に父から報知新聞の経営を任される。だが、報知争議で報知新聞を追われ、 1968年11月、日本テレビ副社長に転じる。日本テレビ副社長に就任した亨が最初に断行したことは、同社の役員だった異母弟の武を、傍系のよみうりランドに追放したことだった。武はその後、2度と日本テレビに復帰することはなく、自身の人生を呪う様に酒を浴びるほど飲み続け、51歳で死んだ。しかし武の葬儀には亨も参列し、大声を上げて泣き、その姿を見た関係者は「やはり血は水より濃い」と囁きあった。
父の死から8ヶ月後の1970年5月、務臺光雄が読売新聞の第9代目社長に就任した。これと同時に、務臺と同じ読売新聞副社長のポストにあった小林與三次が、粉飾決算の事後処理責任者として日本テレビ社長に就任し、日本テレビ副社長の亨は読売新聞社主となった。亨は同時に巨人軍を統括する読売興業社長にも就いた。亨は内心はともかく、正面きっては務臺にまったく頭があがらず、務臺は正力の女婿の小林に気がおけ、小林は小林で正力家の正嫡である亨に遠慮がある。これが正力松太郎死後における3人の間の複雑な心理的関係だった。
1996年12月、長年務めた球団オーナーを渡邉恒雄に譲る形で職を退き、名誉オーナーに就く。
2011年8月15日、敗血症のため東京都港区の北里研究所病院で死去。92歳没。

### 読売巨人軍球団オーナー
1970年代から1980年代にかけて毎年正月、日本テレビで放送されていた球団所属選手出演のバラエティ番組では、亨が番組冒頭でファンに対して年始の挨拶を行うのが恒例行事だった。
長嶋茂雄を最も愛した読売関係者の一人でもあり、バックネット裏から「長嶋くん、次はバントだ」と大声で指示を出す底抜けの善人ぶりを発揮して評判となった。また王貞治の監督としての能力を非常に評価しており、1988年に王が監督を退任した時には報知新聞などの記者に「君、王君に言ってくれないか、僕は王君にもう一度監督をさせたかった」と語ったとも言われている。王が一軍監督としてレギュラーシーズン優勝を果たした1987年には、ホテルの一室でベッドの上で飛び跳ねて優勝を喜ぶという行動が目撃されるなど、その言動から「変人」扱いされることもあったが、『巨人という幻想 そして、崩壊するプロ野球とその未来』の著者である宮崎満教（元内外タイムス記者）は、「正力は純粋に巨人のことが大好きだった」と評している。加えて、慶大野球部の後輩である藤田元司にも目をかけていた。経営評論家の針木康雄によると、亨がオーナーとして一番喜んだのは、1988年に藤田が2度目の一軍監督に就任したことだったといわれる。1度目の監督就任期間が好成績ながらわずか3年に終わったのを、悪いことをしたと気にかけていたからである。2006年2月10日、前日74歳で藤田が死去した際には、自宅まで弔問に訪れ、2月15日に営まれた球団と藤田家による合同葬にも参列した。ただし、藤田たちが監督をしていたといえる時期は藤田以上に長嶋が好きだったという感情があったようで藤田がどれだけの好成績を残しても長嶋を褒めたたえたことから「文句があるなら監督をやめてもいいんですよ」と藤田を怒らせたこともあったという。
週刊少年ジャンプの創刊編集長であった集英社の長野規とは親しい飲み友達だった。その縁で巨人軍の漫画化権を認めたり、ジャンプ連載漫画のアニメ化に協力するなど色々と便宜が採られていた。

## 略歴
- 1918年（大正7年） - 生まれる。
- 1942年（昭和17年）
  - 慶應義塾大学経済学部卒業、王子製紙へ入社。
  - 海軍経理学校入校。
- 1943年（昭和18年） - 海軍経理学校卒業。
- 1944年（昭和19年）5月 - 海軍主計大尉。
- 復員後、王子製紙に復帰。湘南振興取締役などを務める。
- 1956年（昭和31年） - 読売新聞社に入社。
- 1958年（昭和33年）10月 - よみうりランド取締役。
- 1959年（昭和34年）- 読売新聞社監査役。
- 1960年（昭和35年）- 読売新聞社取締役。
- 1963年（昭和38年）5月 - 報知新聞代表。
- 1964年（昭和39年）5月 - 読売巨人軍球団オーナー。
- 1968年（昭和43年）10月 - 日本テレビ放送網代表取締役副社長、
- 1970年（昭和45年）5月 - 読売新聞社社主、日本テレビ放送網取締役、後楽園スタジアム取締役。
- 1981年（昭和56年） -  アメリカ合衆国・フロリダ州ベロビーチ名誉市民、グアム名誉大使、名誉市民。
- 1996年（平成8年）12月 - 球団名誉オーナー[12]。
- 2002年（平成14年）7月 - 読売新聞グループ本社社主。
- 2011年（平成23年）8月15日 - 敗血症のため死去。

### 晩年の役職
- 読売新聞グループ本社社主。
- 日本テレビ放送網名誉顧問[13]。
- 読売ジャイアンツ名誉オーナー。

## 親族
- 父：正力松太郎（讀賣新聞社主）
- 異母弟：正力武
- 義弟：小林與三次（日本テレビ会長→讀賣新聞会長）
- 義弟：関根長三郎（よみうりランド社長）
- 岳父：梅溪通虎
- 妻：正力峰子（梅溪峯子）
2019年8月17日死去[14]。峰子の妹は池坊保子[2]。
- 長男：正力源一郎（日本テレビ経済部長、CS日本社長等を経て、2023年からテレビ新潟放送網社長）
- 長女